# Девадзе, Акакий
Акакий Девадзе (груз. აკაკი დევაძე, родился 28 ноября 1971 года в Тбилиси) — советский и грузинский футболист, вратарь.

## Игровая карьера

### Клубная
Девадзе — воспитанник школы тбилисского «Динамо». В детстве первоначально играл на позиции нападающего, однако во время одной из тренировок решил встать в ворота в связи с тем, что вратарь его команды не пришёл на тренировку. Выступал за команду 1970/1971 годов рождения, которая за восемь лет выступлений не проиграла ни одного матча в турнирах СССР, а сам был отмечен неоднократно призами лучшему вратарю на юношеских турнирах. Участвовал в турнире в Саарбрюккене, где его команда по пенальти обыграла противника в финале, а сам Акакий отбил три удара в серии послематчевых пенальти.
Взрослую спортивную карьеру он начал в 1989 году в «Диле», однако через год перешёл в тбилисское «Динамо». В ту команду прибыл уже из московского «Спартака» Заур Хапов, однако в 1990 году Грузия объявила о выходе из СССР, а Звиад Гамсахурдия исключил любую возможность выступления грузинских клубов в Высшей лиге СССР. Хапов вынужден был играть в чемпионате Грузии, а Девадзе стал вторым вратарём команды и сыграл 8 встреч. После отъезда Хапова, однако, Девадзе так и не стал основным вратарём, поскольку эту должность занял перешедший из кутаисского «Торпедо» Николоз Чхеидзе. Девадзе отказался чередовать матчи с Чхеидзе и ушёл из команды.
После признания суверенитета Грузии Девадзе выступал за зестафонский клуб «Маргвети», куда перешли множество игроков (в том числе Мамука Джугели). Позже выступал за «Шевардени-1906», который тренировал тогда Муртаз Хурцилава, и за «Колхети-1913», однако в связи с неблагоприятным экономическим и политическим положением в стране он уехал играть в Россию. Изначально Акакий проводил сборы с «Ротором» на протяжении двух месяцев, зимой тренировки проходили в спортивном легкоатлетическом зале, а в конце тренировок футболисты играли в «дыр-дыр». Во время одной из таких тренировок Девадзе столкнулся с Владимиром Нидергаусом и ударился головой о бетонный пол. Игрока удалось спасти: очнулся он через 10 часов в больнице, а затем был отправлен в Германию, где лечился около месяца за счёт клуба. Несмотря на заверения Виктора Прокопенко, что Девадзе крайне важен и нужен «Ротору», Акакий вместе с Александром Шутовым, который проходил просмотр в волгоградском клубе, решили уйти в «Ростсельмаш».
В 1995 году Акакий Девадзе стал игроком «Ростсельмаша», где тогда начинал выступления Дмитрий Лоськов и где в нападении играл лучший бомбардир ЧР-1996 Александр Маслов. Девадзе играл под руководством Энвера Юлгушова и Сергея Андреева, но о последнем отзывался крайне негативно, поскольку тот не мог управлять командой и часто конфликтовал с игроками. Благодаря своим выступлениям за клуб Девадзе стал любимцем болельщиков и даже героем песен, получив прозвище «самый лучший Акакий в мире»: иногда его несли на руках после матча до дома Акакия. В этом же году Девадзе был признан грузинским футболистом года, став первым голкипером, получившим данный титул. По словам Девадзе, лучшим матчем 1995 года для него стал против «Крыльев Советов» (победа 6:2), который помог команде сохранить прописку в чемпионате России.
Конфликт с тренером Сергеем Андреевым привёл к тому, что Девадзе на полгода был отстранён от футбола: его место занял Александр Владимиров. Девадзе хотел уйти в аренду за 50 тысяч долларов в израильский клуб «Хапоэль» из Тайбе, однако ростовчане за час до закрытия трансферного окна изменили условия, потребовав полностью выкупить трансфер Девадзе и угрожая в случае отказа отменить сделку. Президент «Хапоэля» согласился заплатить большую сумму за игрока, а самого вратаря поддержали ростовские болельщики, что придало ему силы для возвращения в футбол. В чемпионате Израиля команда из Тайбе была аутсайдером и проигрывала почти все матчи с крупным счетом, но грузинского голкипера часто признавали лучшим вратарём тура. После вылета «Хапоэля» из Тайбе из Лиги Алеф Девадзе подписал контракт с «Маккаби Ирони», который предложил ему лучшие по сравнению с другими израильскими клубами условия. В новом клубе он продолжил играть на высоком уровне, в том числе в матче последнего тура с «Хапоэлем» из Кфар-Савы, где он был признан лучшим игроком встречи (ничья 2:2). Последним клубом в Израиле для Девадзе стал «Маккаби» из Ашдода.
Карьеру Девадзе в Израиле прервала травма, когда в одном из матчей защитники команды из Ашдода ошиблись при создании офсайдной ловушки. Нападающий противника выбежал один на один, и Акакий попытался выждать момент, когда игрок выкинет мяч, чтоб накрыть его. Однако форвард поскользнулся и ударил коленом под нос вратаря, который упал на поле. По свидетельствам израильских игроков, у Акакия изо рта шла пена, а сами врачи говорили о клинической смерти. Вратарь проглотил язык, и ему врачи вынуждены были выломать передние зубы, чтобы открыть рот. Пять часов Акакий провёл под аппаратом искусственного дыхания, пропустив в ходе лечения более двух месяцев. Последствия не позволили ему продолжить играть в Израиле на высоком уровне, и он вернулся в 2000 году в Грузию, в амбициозную тбилисскую команду «Мерани», где выступал и Михаил Поцхверия.
Вратаря пытались оттуда продать в турецкий «Трабзонспор», сделку запланировали на 22 декабря 2000 года. Однако 17 декабря по Тбилиси прокатились беспорядки, Девадзе вступил в драку с полицейскими, и в результате потасовки в игрока выстрелили восемь раз, а одна пуля попала в колено. Из-за травмы он пропустил два года, начал курить и пить и чуть не бросил футбол, пока с другом не поспорил на то, что готов вернуться в сборную Грузии. Акакий встретился с Муртазом Хурцилавой, руководителем тбилисского «Спартака», и уговорил его принять в команду. Отыграв пару встреч за «Казбеги», где Акакий даже забил единственный за свою карьеру гол, он перешёл в «Спартак». Отыграв за «Тбилиси» и перенеся опаснейшую травму челюсти в сборной, Девадзе хотел уйти из большого футбола, но его уговорил тренер клуба «Мглеби» из Зугдиди поиграть ещё сезон: Акакий сумел с командой выйти в 2007 году из Первой лиги в Высшую лигу Грузии, однако в первом же туре нового сезона в матче против «Месхети» из Ахалцихе после подачи углового сломал руку. После этой встречи Акакий завершил игровую карьеру.

### В сборной
В сборную Грузии Девадзе был вызван после первых семи-восьми туров чемпионата Грузии 1992 года. Он выступал на протяжении двух периодов: с 1992 по 1996 и с 2004 по 2005 годы, отыграв 20 матчей. Он участвовал в отборочном цикле к Евро-1996 и, по своим словам, запомнил с неприятной точки зрения гостевой матч против Албании (победа грузин 1:0), где, по его словам, по газону стадиона «Кемаль Штафа» спокойно гуляли овцы, а с трибун «гудели, свистели и орали» болельщики; по ходу той игры венгерский арбитр Мольнар принимал неадекватные решения и однажды даже наказал жёлтой карточкой за симуляцию Георгия Кинкладзе, который в том эпизоде был откровенно снесён при выходе один на один и еле встал с газона. В том же отборочном цикле грузины дважды обыграли Уэльс: дома 5:0 и в гостях 1:0, но команда отстала от второго места на три очка, проиграв в первом туре Молдавии и уступив дома Германии 0:2.
После большого перерыва Акакий вернулся в сборную Грузии по зову Алена Жиресса, хотя руководители Федерации футбола Грузии уговаривали француза не брать Девадзе в сборную, поскольку тот якобы не бросил свои дурные привычки. Жиресс всё же не пошёл на поводу у федерации и вызвал Девадзе вторым вратарём после Георгия Ломая, дав Акакию поиграть в товарищеских матчах. После травмы Ломая перед игрой в Трабзоне против Турции Девадзе стал основным вратарём, несмотря на наличие Давида Гварамадзе, и отыграл весь матч (ничья 1:1), после чего в прессе пошли сообщения о возвращении Девадзе в большой футбол.
20 марта 2005 года случился роковой матч против Турции в Тбилиси: на 19-й минуте при счёте 1:1 Девадзе в борьбе за мяч получил страшную травму. Его ударили в челюсть Йылдырай Баштюрк головой и Александр Амисулашвили ногой, причём после удара Баштюрка была сломана скула, а после удара Амисулашвили — нижняя челюсть. Вратаря, который пережил клиническую смерть, срочно госпитализировали и отправили в операционную, заменив его на Георгия Ломаю. В том же эпизоде Фатих Текке расстрелял пустые ворота, а Грузия проиграла в итоге 2:5. В течение трёх часов врачи проводили сложную операцию на скуле, которая была раздроблена на 18 частей (теперь там, по словам Акакия, находится пластмасса). Полтора месяца вратарь пробыл в больнице, питаясь только через трубку, и потерял 18 кг.

## После футбола
27 июля 2016 года в Стамбуле Акакий Девадзе перенёс операцию по трансплантации печени: средства собрали команды Высшей и Первой лиги, а также министр спорта Грузии Тариел Хечикашвили и президент Федерации футбола Грузии Леван Кобиашвили. По словам Девадзе, он стал инвалидом в связи с полученными травмами и перенесённой операцией по пересадке печени, вследствие чего вынужден принимать лекарства. Донора для операции пришлось искать полгода. В настоящее время Девадзе владеет вратарской школой рядом с базой тбилисского «Динамо» и преподаёт теорию юным вратарям.